# Віллі Ніндзя
Вільям Роско Лік (англ. William Roscoe Leake; 12 квітня 1961 — 2 вересня 2006), більш відомий як Віллі Ніндзя (англ. Willi Ninja) — американський танцюрист і хореограф, найбільш відомий завдяки своїй появі в документальному фільмі «Париж горить».
Ніндзя — гей, якого називають хрещеним батьком танцювального стилю Vogue. Він був представником культури дреґ-балів в Гарлемі і розробив свій унікальний стиль танцю та рухів, черпаючи натхнення з абсолютно різних джерел, таких як, наприклад, творчість Фреда Астера і світ високої моди. Ніндзя привернув увагу режисера «Париж горить» Дженні Лівінгстон, яка запропонувала йому знятись у своєму фільмі. Картина мала успіх у критиків і касових зборах, ставши кар'єрним трампліном для Вільяма. Він використовував свою популярність для виступів з низкою танцювальних труп і хореографічних концертів.
У 1989 році Ніндзя знявся в музичному кліпі на пісню Малкольма Макларена «Deep in Vogue». Кліп був семплом незакінченого на той час фільму «Париж горить» та зробив стиль Vogue популярним. Через рік після цього Мадонна випустила одну з найхітовіших своїх пісень «Vogue», привернувши ще більше уваги до танцювального стилю.

## Життєпис

### Ранні роки
Вільям Роско Лік народився 12 квітня 1961 року в Єврейському медичному центрі Лонг-Айленда в Нью-Гайд-Парку, Нью-Йорк. Мати була темношкорію. За ствердженням Віллі, він мав змішане расове походження з ірландськими, азійськими та черокі коренями.
Був танцюристом-самоучкою та вдосконалював свій vogue-стиль до двадцяти років.
Дженні Лівінгстон вперше почула його ім'я від інших воґерів у парку Вашингтон-сквер. Хоча він не створив форму танцю, але працював над її вдосконаленням чистими та різкими рухами до «дивовижного рівня». На його творчість вплинули кеметичні ієрогліфи, молодий Майкл Джексон, Фред Астер, олімпійські гімнасти та азійська культура.

### Кар'єра
Брав участь у дреґ-балах Гарлема разом зі своїми учнями. Навчав танців до пізньої ночі на старому пірсі Кристофер-стріт і в підвальних клубах.
Ніндзя був танцюристом у багатьох музичних відео, зокрема «Deep in Vogue» Малкольма Макларена та «I Can't Get No Sleep» гурту Masters At Work за участю La India. У 1994 році він випустив свій сингл «Hot» (у співпраці з Masters At Work) на Nervous Records. Подальша кар'єра Ніндзя включала моделювання проходження подіуму для модельєра Жана-Поля Готьє, виступи з танцювальними колективами під керівництвом Кароль Армітаж та консультування Періс Хілтон щодо вдосконалення її ходи. У 2004 році він відкрив модельне агентство Elements of Ninja та з'явився на шоу «Джиммі Кіммел наживо!». Ніндзя також знявся в документальному фільмі 1990 року «Париж горить» і документальному фільмі 2006 року «Як я виглядаю» режисера Вольфганга Буша.
Ніндзя був танцюристом у двох відеокліпах Джанет Джексон з її альбому Rhythm Nation 1814. Він також знявся у кліпі Джанет Джексон на її пісню Escapade.
Віллі наполегливо працював, щоб доглядати за своєю матір'ю Естер Лік, яка хворіла на хворобу Паркінсона та пересувалася в інвалідному візку.

### Смерть
Помер від серцевої недостатності, спричиненої СНІДом, у Нью-Йорку 2 вересня 2006 року.

## В культурі
Після смерті його фігура продовжувала надихати багатьох артистів і музичних діджеїв. Ніндзя є однією з центральних фігур в ЛГБТ, гендерних та перформанс дослідженнях через його неконформне та трансгресивне гендерне вираження як артиста.
9 червня 2023 року Віллі Ніндзя був відзначений у Google Doodle.